# Ma Yanhong
Ma Yanhong (chiń. upr. 马燕红; chiń. trad. 馬燕紅; pinyin Mǎ Yànhóng, ur. 5 lipca 1963 w Pekinie) – chińska gimnastyczka. Dwukrotna medalistka olimpijska z Los Angeles.
Zawody w 1984 były jej jedynymi igrzyskami. Pod nieobecność części sportowców z tzw. Bloku Wschodniego – w tym radzieckich gimnastyków – sięgnęła po złoto w ćwiczeniach na poręczach (ex aequo z Amerykanką Julianne McNamara) i wywalczyła brąz w drużynie. Poręcze były jej koronną konkurencją. W 1979 była mistrzynią świata w ćwiczeniach na poręczach, w 1981 zdobyła srebro. W tym samym roku była również druga w drużynie.